# (5202) Charleseliot
(5202) Charleseliot es un asteroide perteneciente al cinturón de asteroides, descubierto el 5 de diciembre de 1983 por Antonín Mrkos desde el Observatorio Kleť, České Budějovice, República Checa.

## Designación y nombre
Designado provisionalmente como 1983 XX. Fue nombrado Charleseliot en honor al químico estadounidense Charles William Eliot que también fue el 21º  Presidente de la Universidad de Harvard.

## Características orbitales
Charleseliot está situado a una distancia media del Sol de 2,400 ua, pudiendo alejarse hasta 2,798 ua y acercarse hasta 2,002 ua. Su excentricidad es 0,165 y la inclinación orbital 12,61 grados. Emplea 1358,39 días en completar una órbita alrededor del Sol.

## Características físicas
La magnitud absoluta de Charleseliot es 13,2. Tiene 9 km de diámetro y su albedo se estima en 0,166.